# ショーン・ベイリー
ショーン・ベイリー（Sean Bailey）は、アメリカ合衆国の映画プロデューサー。
2010年から2024年まで、ウォルト・ディズニー・ピクチャーズで実写映画製作を手がけるウォルト・ディズニー・スタジオ・モーション・ピクチャー・プロダクションの社長に就任した。

## 来歴
2000年にベン・アフレック、マット・デイモンらと共にライヴプラネットを設立し、中心的役割を果たした。
2004年から2008年にかけて、創立したライヴプラネットの会長を続ける一方でABCスタジオの仕事にも参加するようになる。
2008年にベイリーはライヴプラネット社と別れる。その後ディズニーと契約し、1982年に公開された『トロン』の続編となる『トロン: レガシー』の製作に着手する。『トロン: レガシー』の楽曲はダフト・パンクが担当し、グラミー賞 映画・テレビサウンドトラック部門にノミネートされた。
2010年1月、ベイリーはウォルト・ディズニー・ピクチャーズの実写映画製作部門であるウォルト・ディズニー・スタジオ・モーション・ピクチャー・プロダクションの社長に就任し、主に実写映画の製作を指揮することになった。『マレフィセント』、『アリス・イン・ワンダーランド』、『シンデレラ』など過去のディズニーアニメーション映画の実写化もベイリーの指揮の下で行われており、大きな成功を収めている。
ベイリーはウォルト・ディズニーとタッチストーン・ピクチャーズ全ての実写映画の企画・製作を統括総指揮していた。
2024年2月27日、ベイリーは社長を辞任し、後任はサーチライト・ピクチャーズを共同率いていたデビッド・グリーンバウムが就任した。ベイリーは引き続き『Tron: Ares』のプロデューサーを務めている。

## 主な製作作品
- 完全犯罪 Best Laid Plans（1999）
- 卒業の朝 The Emperor's Club（2002）
- マッチスティック・メン Matchstick Men（2003）
- ザ・コア The Core（2003）
- ゴーン・ベイビー・ゴーン Gone Baby Gone（2007）
- トロン: レガシー TRON: Legacy（2010）
- トロン：ライジング Tron: Uprising（2012）
- The Black Hole（2012）
- The Kind One（2012）
- Bachelorized（2012）
- 20,000 Leagues Under the Sea: Captain Nemo（2013）[8]
- Tron: Ares (2025)